# Centaurea tommasinii
Centaurea tommasinii — вид квіткових рослин родини айстрових (Asteraceae). Ареал: пн.-сх. Італія, пн.-зх. Хорватія.